# Oblast arménien
1828–1840
Entités précédentes :
- Khanat d'Erevan
- Khanat de Nakhitchevan

Entités suivantes :
- Gouvernement de Géorgie-Iméréthie

L'oblast arménien ou province arménienne (en russe Армянская область (Armianskaya Oblast), en arménien Հայկական մարզ) est un oblast (province) de l'Empire russe ayant existé de 1828 à 1840. Il correspond globalement au centre de l'Arménie actuelle, à la province turque d'Iğdır, et à l'exclave azerbaïdjanaise du Nakhitchevan.

## Histoire
L'oblast est créé en 1828 par un décret du tsar Nicolas Ier et réunit les anciens khanats d'Erevan et de Nakhitchevan, annexés la même année aux dépens de la Perse par le traité de Turkmanchai. Il ne rassemble pas toutes les régions arméniennes de l'empire (Karabagh, Lorri, etc. sont ainsi laissés de côté) et est centré sur la plaine de l'Ayrarat et la vallée de l'Araxe.
Sur les 165 000 habitants qu'il compte en 1838, la moitié sont arméniens.
L'oblast est aboli lors de la réorganisation de la Transcaucasie en 1840 ; ce n'est qu'en 1849 que lui succède le gouvernement d'Erevan.